# Großsteingrab Bernte
Das Großsteingrab Bernte (auch Dobbenstein genannt) war eine megalithische Grabanlage der jungsteinzeitlichen Trichterbecherkultur bei Bernte, einem Ortsteil von Leschede, einer Ortschaft von Emsbüren im Landkreis Emsland (Niedersachsen). Es wurde im 19. Jahrhundert zerstört.

## Lage
Das Grab befand sich südwestlich des Ortes im Dünengelände Bernter Sand.

## Beschreibung
Die Anlage steckte um 1840 tief im Sand und war wohl damals schon nicht mehr gut erhalten und vielleicht auch nur von kleineren Ausmaßen. In den folgenden Jahren wurde sie wohl weitgehend zerstört. Ernst Sprockhoff konnte 1927 nur noch einen einzelnen großen, im Sand liegenden Stein ausmachen, der vielleicht zu dem Grab gehörte. Über Ausrichtung, Maße und Grabtyp der Anlage liegen keine Informationen vor.